# Degrmen
Degrmen (cyr. Дегрмен) – wieś w Serbii, w okręgu toplickim, w gminie Kuršumlija. W 2011 roku liczyła 96 mieszkańców.